# Quistinic
Quistinic (tiếng Breton: Kistinid) là một xã ở tỉnh Morbihan trong vùng Bretagne tây bắc Pháp. Xã này có diện tích 42,95 km², dân số năm 1999 là 1312 người. Khu vực này có độ cao từ 20-177 mét trên mực nước biển.
Cư dân của Quistinic danh xưng trong tiếng Pháp là Quistinicois.